# シクロプロペノン
シクロプロペノン(Cyclopropenone)は、化学式C3H2Oで、シクロプロペン骨格にケトン基が付加した有機化合物である。無色の揮発性液体で、沸点は室温に近い。純粋なシクロプロペノンは室温で重合する。化学的性質は、カルボニル基の強い分極に拠っており、環に芳香族安定化を伴う部分正電荷、酸素に部分負電荷が与えられる。この化合物は、芳香族化合物である。

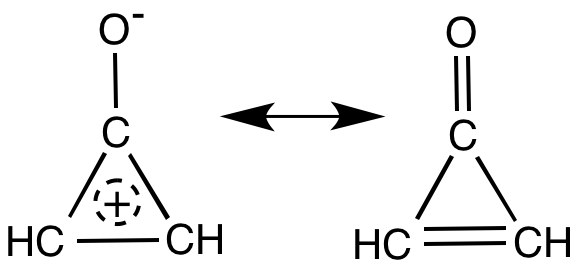
シクロプロペノンの主な共鳴構造